# جریان الکتریسیته در ساختمان

## توزیع جریان الکتریسیته در ساختمان‌های کوچک
مقایسه مس و سیم
مس و آلومینیوم هر دو بهترین هادی جریان الکتریسیته هستند و اغلب به عنوان هادی در سیم‌های الکتریکی استفاده می‌شوند. مس هادی بهتری نسبت به آلومینیوم است، ولی کابل‌های آلومینیومی کمی ارزان تر از کابل‌های مسی هستند و در ضمن قطر رشته‌های آمومینیومی باید بیشتر باشد.
یکی از ویژگی‌های نامناسب آلومینیوم آن است که اکسید آهن بر خلاف مس، عایق الکتریکی است. این ویژگی  موجب گرم شدن بیش از حد و آتش‌سوزی در ساختمان‌هایی شده که سیم آلومینیوم به‌طور نادرستی به اتصالات ثابت وصل گردیده و سبب سایش و خوردگی در مسیر عبور جریان شده‌است. مس به‌طور معمول در سیم‌هایی با قطر کوچکتر که در مدار‌های محلی درون ساختمان استفاده می‌شوند، کاربرد دارد و آلومینیوم برای سیم‌های با قطر بسیار بزرگ استفاده می‌شود.
سیم الکتریکی در ساختمان‌های کوچک
سیستم الکتریکی در یک ساختمان کوچک، مفهوم بسیار ساده‌ای دارد. سه سیم از راه هوایی یا زمینی که به مبدلی متصل اند، عبور می‌کنند. یکی از سیم‌ها بدون بار است که هیچ گونه پتانسیل الکتریکی بین این سیم و زمین وچود ندارد. به همین دلیل است که می‌توان روی خاک خیس ایستاد و بدون خطر شوک الکتریکی، به سیم بدون بار دست زد. این سیم برای اطمینان از بدون بار بودن، به میله‌های فلزی با پوشش مسی محکم متصل و در محلی نزدیک نقطه ورود سیم بدون بار به ساختمان درون خاک قرار داده می‌شود.
سیم‌های دوم و سوم سیم فاز و نول(با جریان مثبت و منفی) هستند و طوری به آن‌ها انرژی داده شده که دارای ۲۳۰ ولت پتانسیل می‌باشند. سیم‌های مثبت و منفی قبل از ورود به ساختمان از داخل یک کنتور که مصرف انرژی را با واحد کیلووات ساعت محاسبه می‌کند، عبور می‌کنند.
درون ساختمان سه سیم که از مبدل خارج شده‌اند، وارد تابلوی اصلی برق می‌شوند. سیم بدون بار به جعبهٔ فولادی تابلو که صفحهٔ کلید‌های فرمان در روی آن قرار دارند، وصل شده و از سوی دیگر به یک میلهٔ مسی یا آلومینیومی وصل می‌شود که تمام مدارهای ساختمان را به زمین وصل می‌کند. هریک از سیم‌های مثبت و منفی که به وسیله رنگ عایق دورشان کدگذاری شده‌اند، به یک میلهٔ آلومینیومی یا مسی وصل است که با متصل‌کننده‌ها چفت شده‌اند و مشخص است که به کدام یک از کلیدهای قطع و وصل مدار می‌توانند وصل شوند. سیم‌هایی که جریان از آن‌ها می‌گذرند، به‌طور قراردادی دارای روکش به رنگ‌های قرمز و سیاه هستند و هر کدام به یک میلهٔ مسی یا آلومینیومی که در جایگاه کوچکی برای قرارگرفتن فیوزهای خودکار تعبیه شده، وصل می‌شوند. دو تسمهٔ فلزی که به دقت به جعبهٔ تابلوی برق و نسبت به هم علیق بندی شده‌اند، طوری قرار گرفته‌اند که یک فیوز اتوماتیک هر کدام از سیم‌های برق را به ترتیب به آن‌ها مرتبط می‌کند، در حالی که یک فیوز دو پل اتوماتیک که روی دو اتصال مجاور قار گرفته، یک سیم را به تسمه و سیم دیگر را به تسمه فلزی متصل می‌کنند. به این منظور یک کلید تک پل اتصال مدار منفرد ۱۱۵ ولت یا ۱۲۰ ولت را قطع می‌کند که شامل یک سیم مثبت یا منفی یا عایق بندی به رنگ مشکی است که به کلید وصل است که همچنین شامل یک سیم بدون باربا عایق بندی سفید است که به تسمه آهنی متصل به زمین وصل است. بسته به این که کلی در مدار کجا قرار داده شده باشد، سیم فاز برای یک مدار ۱۱۵ ولت می‌تواند یا به سیم قرمز یا به سیم مشکی که از کنتور خارج می‌شود، وصل شود که مهم نیست به کدام یک باشد. یک کلید دو پل به هر دو سیم قرمز و مشکی وصل است و برای مدارهای ۲۴۰ – ۲۳۰ ولت استفاده می‌شود (ولتاژهای واقعی بحرانی نیستند و شرکت‌های تأمین نیروی مختلف، الکتریسیته را در ولتاژهای مختلف تأمین می‌کنند و همیشه در سیم‌هایی که الکتریسیته را منتقل می‌کنند، اتلاف ولتاژ وجود دارد) کلیدهایی که برای قطع و وصل مدارهای مختلف در ساختمان لازم هستند، به راحتی نصب می‌شوند. کلیدها به عنوان وسیله‌ای راحت و مناسب برای روشن و خاموش کردن جریان در مدار استفاده می‌شوند، علاوه بر این که عملکرد مهم تأمین امنیت را به عهده دارند و در مواقعی که جریان بیش از حد تحمل سیم از آن عبور کند، جلوی آتش‌سوزی و داغ شدن بیش از حد را می‌گیرند.
این وضعیت زمانی زمانی ممکن است به وجود بیاید که وسایل برقی بیش از حد هم‌زمان به مدار وصل شوند و در اثر سیم کشی اشتباه یا خطا در وسایل برقی، اتصال کوتاه ایجاد شده باشد.
انواع سیم در ساختمان
به‌طور معمول صرف نظر از این که فشار الکتریکی ۱۱۵ یا ۲۲۰ ولت باشد، سه سیم در مدار وجود دارد، یک سیم مشکی، یک سیم مشکی و یک سیم عایق بندی نشده که به تسمهٔ متصل به زمین در تابلوی وصل است. این سیم‌ها باید هنگام عبور از داخل ساختمان در برابر آسیب‌ها محافطت شوند.
سیم کشی در ساختمان‌های چوبی
در ساختمان‌های مسکونی چوبی این کار با استفتده از یک پوشش زبر و ضخیم پلاستیکی انجام می‌شود که هر سه سیم را در خود جای می‌دهد. در ساختمان‌های بزرگ‌تر و حجیم تر سیم‌ها از لوله‌های فلزی یا پلاستیکی عبور داده می‌شوند که سیم پوش یا لولهٔ محافظ برقی نام دارند. سیم پوش‌ها در مقایسه با پوشش‌های پلاستیکی محافظت بهتری از سیم‌ها می‌کنند و در ساختمانی که به وسیلهٔ این سیم پوش‌ها سیم کشی شده، سیم‌های جدید می‌توانند درون سیم پوش‌های موجود جاسازی شوند، در حالی که این امر در کابل با پوشش پلاستیکی ممکن نیست.
پریز
در تمامی نقاطی از ساختمان که پریز برق، لامپ روشنایی یا کلید برق وجود دارد، قوطی زیر این خروجی‌ها باید طوری داخل دیوار کار گذاشته شوند، تا بتوانند به خوبی اتصال وسیلهٔ برق را تحمل کنند. هر سیم یا لوله به جعبه ا ی که سیم‌های برق وارد می‌شوند، محکم بسته می‌شود، که در صورت کشیده شدن سیم‌ها از اتصالات یا ایجاد شدن مزاحمت برای کابل یا سیم پوش از آن‌ها محافظت کند. سیم لخت بدون بار به جعبه و قاب دستگاه متصل شده، تا اطمینان حاصل شود که در صورت بروز مشکل در دستگاه، شوک‌های الکتریکی ایجاد نمی‌شود. انتهای سیم‌های سیاه و سفید ابتدا عایق بندی شده و سپس با سیم‌ها و گیره‌ها به دستگاه متصل می‌شوند. پس از آنکه مدار از نظر ایمنی و عملکرد قابل قبول کنترل شد، دستگاه به جعبه پیچ شده و یک صفحه پوشش پلاستیکی یا فلزی به آن متصل می‌شود تا دست به آن نرسد و اتصال الکتریکی را در مقابل گرد و کثیف شدن محافظت کرده و ظاهری تمیزی داشته باشد.
کدهای الکتریکی
کدهای الکتریکی حداکثر فاصله‌های افقی بین پریز‌های درون یک اتاق را تعیین می‌کنند. این امر برای آن است که اطمینان حاصل شود یک لامپ یا دستگاه با یک سیم رابط با طول استاندارد می‌تواند هر جایی در پیرامون اتاق قرار گیرد، بدون آنکه نیاز به یک سیم رابط دیگر برای افزایش طول باشد. همچنین حداقل تعداد پریز به ازای هر اتاق تعیین شده و حداکثر تعداد پریزها به ازای هر مدار تعیین می‌شود، تا از ورود جریان‌های بیش از حد ظرفیت سیم به آن جلوگیری شود.
GFA
یک وسیله تأمین امنیت به نام کلید ایمنی اتصال زمین (GFA) در مدار موجود است و نقاطی را سرویس می‌دهد که خطر شوک‌های الکتریکی تصادفی بیشتر است، مانند سرویس‌های بهداشتی، آشپزخانه‌ها، استخرهای شنا و پریزهایی که در فضاهاب بیرونی قرار دارند.
اگر یک (GFA) هرگونه نشت جریان را احساس کند، هرچند کوچک باشد، جریان را در همان لحظه به‌طور کامل قطع می‌کند. کلید ایمنی اتصال قوسی خطا در مدار (AFCIs) در مدارهایی قرار دارند که به سمت اتاق خواب‌ها می‌روند. یک جرقهٔ الکتریکی در دستگاهی که اتصال کوتاه کرده می‌تواند پوشش تخت یا لباس را آتش بزند .